# 배를 엮다 (애니메이션)
《배를 엮다》(일본어: 舟を編む 후네오아무[*])는 2016년에 방영된 일본의 텔레비전 애니메이션이다. ZEXCS가 제작하였으며, 미우라 시온의 동명 소설을 원작으로 한다. 구로야나기 도시마사가 감독하고 사토 타쿠야가 각본을 맡았으며, 구모타 하루코의 오리지널 캐릭터 디자인, 아오야마 히로유키의 캐릭터 디자인, 이케 요시히로의 음악을 각색했다. 애니메이션은 2016년 10월 14일부터 12월 23일까지 후지TV의 노이타미나에서 방영되었다.